# 1959–1960-as bajnokcsapatok Európa-kupája
Az 1959–1960-as bajnokcsapatok Európa-kupája volt a sorozat 5. kiírása. A magyar szempontból eddigi legemlékezetesebb döntőt 1960. május 13-án 130 ezer néző előtt játszották a glasgowi Hampden Parkban, melyet Puskás Ferenc négy góljának is köszönhetően a címvédő Real Madrid – sorozatban ötödször – nyert meg. A sikersorozat elismeréseképpen a madridiak végleg megtarthatták a serleget. Attól kezdve a szabályok szerint akkor van lehetőség hasonlóra, ha egy csapat összesen ötször vagy sorozatban háromszor nyeri meg a kupát.

## Eredmények

### Selejtező
| 1. csapat       | Össz. | 2. csapat               | 1. mérk. | 2. mérk. |
| --------------- | ----- | ----------------------- | -------- | -------- |
| OGC Nice        | 4–3   | Shamrock Rovers         | 3–2      | 1–1      |
| CDNA Szofija    | 4–8   | CF Barcelona            | 2–2      | 2–6      |
| Jeunesse Esch   | 6–2   | ŁKS Łódź                | 5–0      | 1–2      |
| Linfield        | 3–7   | IFK Göteborg            | 2–1      | 1–6      |
| Wiener SC       | 2–1   | Petrolul Ploiești       | 0–0      | 2–1      |
| Cervena Hviezda | 4–1   | FC Porto                | 2–1      | 2–0      |
| Fenerbahçe      | 4–3   | Csepel                  | 1–1      | 3–2      |
| Olimbiakósz     | 3–5   | AC Milan                | 2–2      | 1–3      |
| Rangers         | 7–2   | Anderlecht              | 5–2      | 2–0      |
| Vorwärts Berlin | 2–3   | Wolverhampton Wanderers | 2–1      | 0–2      |

#### 1. mérkőzések
| 1959. augusztus 26. |

| OGC Nice                   | 3–2   | Shamrock Rovers        |
| -------------------------- | ----- | ---------------------- |
| Nurenberg 36' Foix 39' 75' | (2–1) | Hamilton 20' Tuohy 87' |

| Stade du Ray, Nizza Nézőszám: 13 369 Játékvezető: Martens (holland) |

| 1959. szeptember 3. |

| CDNA Szofija          | 2–2   | CF Barcelona             |
| --------------------- | ----- | ------------------------ |
| Rakarov 16' Kolev 80' | (1–1) | Segarra 30' Martínez 61' |

| Vaszil Levszki Nemzeti Stadion, Szófia Nézőszám: 55 000 Játékvezető: Clough (angol) |

| 1959. szeptember 9. |

| Jeunesse Esch                                | 5–0   | ŁKS Łódź |
| -------------------------------------------- | ----- | -------- |
| Theis 6' May 24' Schaak 55' Meurisse 80' 85' | (2–0) |          |

| Stade de la Frontière, Esch-sur-Alzette Nézőszám: 5 000 Játékvezető: Tschenscher (NSZK) |

| 1959. szeptember 9. |

| Linfield        | 2–1   | IFK Göteborg  |
| --------------- | ----- | ------------- |
| Milburn 25' 30' | (2–1) | Johansson 38' |

| Windsor Park, Belfast Nézőszám: 40 000 Játékvezető: Malka (NSZK) |

| 1959. szeptember 9. |

| Wiener SC | 0–0 | Petrolul Ploiești |
| --------- | --- | ----------------- |
|           |     |                   |

| Práter stadion, Bécs Nézőszám: 50 000 Játékvezető: Lo Bello (olasz) |

| 1959. szeptember 10. |

| Cervena Hviezda        | 2–1   | FC Porto     |
| ---------------------- | ----- | ------------ |
| Gajdoš 25' Scherer 77' | (1–1) | Teixeira 32' |

| Tehelné Pole, Pozsony Nézőszám: 35 000 Játékvezető: Bois (francia) |

| 1959. szeptember 13. |

| Fenerbahçe    | 1–1   | Csepel      |
| ------------- | ----- | ----------- |
| Can Bartu 73' | (0–1) | Kisuczky 1' |

| Mithat Paşa Stadion, Isztambul Nézőszám: 26 432 Játékvezető: Lemešić (jugoszláv) |

| 1959. szeptember 13. |

| Olimbiakósz                | 2–2   | AC Milan         |
| -------------------------- | ----- | ---------------- |
| Papázoglu 19' Ifantísz 44' | (2–1) | Altafini 33' 72' |

| Karaiszkákisz Stadion, Athén Nézőszám: 20 954 Játékvezető: Seipelt (osztrák) |

| 1959. szeptember 16. |

| Rangers                                      | 5–2   | Anderlecht              |
| -------------------------------------------- | ----- | ----------------------- |
| Millar 1' Scott 2' Matthew 50' Baird 65' 73' | (2–0) | Stockman 52' Dewael 64' |

| Ibrox Park, Glasgow Nézőszám: 69 423 Játékvezető: Helge (dán) |

| 1959. szeptember 30. |

| Vorwärts Berlin       | 2–1   | Wolverhampton Wanderers |
| --------------------- | ----- | ----------------------- |
| Nöldner 24' Kohle 29' | (2–1) | Broadbent 15'           |

| Walter-Ulbricht-Stadion, Berlin Nézőszám: 65 000 Játékvezető: van Nuffel (belga) |

#### 2. mérkőzések
| 1959. szeptember 23. |

| Shamrock Rovers | 1–1   | OGC Nice   |
| --------------- | ----- | ---------- |
| Hennessy 16'    | (1–1) | Faivre 32' |

| Dalymount Park, Dublin Nézőszám: 35 000 Játékvezető: Beltman (holland) |

Továbbjutott a OGC Nice 4–3-as összesítéssel.
| 1959. szeptember 23. |

| CF Barcelona                                                 | 6–2   | CDNA Szofija             |
| ------------------------------------------------------------ | ----- | ------------------------ |
| Kubala 6' 14' (11-esből) 45' (11-esből) Evaristo 39' 68' 78' | (4–1) | Milanov 24' Martinov 57' |

| Camp Nou, Barcelona Nézőszám: 80 000 Játékvezető: Ellis (angol) |

Továbbjutott a CF Barcelona 8–4-es összesítéssel.
| 1959. szeptember 23. |

| ŁKS Łódź                      | 2–1   | Jeunesse Esch |
| ----------------------------- | ----- | ------------- |
| Szymborski 61' (11-esből) 85' | (0–1) | Jann 42'      |

| ŁKS Stadion, Łódź Nézőszám: 25 000 Játékvezető: Ackerborn (svéd) |

Továbbjutott a Jeunesse Esch 6–2-es összesítéssel.
| 1959. szeptember 23. |

| IFK Göteborg                              | 6–1   | Linfield    |
| ----------------------------------------- | ----- | ----------- |
| Ohlsson 17' 18' 50' 62' 80' Johansson 48' | (2–1) | Dickson 19' |

| Nya Ullevi, Göteborg Nézőszám: 10 475 Játékvezető: Asmussen (NSZK) |

Továbbjutott az IFK Göteborg 7–3-as összesítéssel.
| 1959. szeptember 16. |

| Petrolul Ploiești | 1–2   | Wiener SC     |
| ----------------- | ----- | ------------- |
| Bădulescu 55'     | (0–2) | Horak 23' 28' |

| Ilie Oană Stadion, Ploiești Nézőszám: 20 000 Játékvezető: Bonetto (olasz) |

Továbbjutott a Wiener SC 2–1-es összesítéssel.
| 1959. szeptember 29. |

| FC Porto | 0–2   | Cervena Hviezda           |
| -------- | ----- | ------------------------- |
|          | (0–0) | Kacsányi 65' Dolinský 80' |

| Estádio das Antas, Porto Nézőszám: 60 000 Játékvezető: Lequesne (francia) |

Továbbjutott a Cervena Hviezda 4–1-es összesítéssel.
| 1959. szeptember 23. |

| Csepel              | 2–3   | Fenerbahçe                    |
| ------------------- | ----- | ----------------------------- |
| Ughy 10' Németh 34' | (2–1) | Lefter 22' Şeref 47' Avni 53' |

| Népstadion, Budapest Nézőszám: 45 000 Játékvezető: Bajić (jugoszláv) |

Továbbjutott a Fenerbahçe 4–3-as összesítéssel.
| 1959. szeptember 23. |

| AC Milan           | 3–1   | Olimbiakósz  |
| ------------------ | ----- | ------------ |
| Danova 12' 26' 85' | (2–0) | Ifantísz 68' |

| Stadio Comunale di San Siro, Milánó Nézőszám: 19 894 Játékvezető: Steiner (osztrák) |

Továbbjutott az AC Milan 5–3-as összesítéssel.
| 1959. szeptember 23. |

| Anderlecht | 0–2   | Rangers                  |
| ---------- | ----- | ------------------------ |
|            | (0–0) | Matthew 67' McMillan 72' |

| Stade Émile Versé, Brüsszel Nézőszám: 27 076 Játékvezető: Poulsen (dán) |

Továbbjutott a Rangers 7–2-es összesítéssel.
| 1959. október 7. |

| Wolverhampton Wanderers | 2–0   | Vorwärts Berlin |
| ----------------------- | ----- | --------------- |
| Mason 60' Broadbent 75' | (0–0) |                 |

| Molineux, Wolverhampton Nézőszám: 55 000 Játékvezető: Versyp (belga) |

Továbbjutott a Wolverhampton Wanderers 3–2-es összesítéssel.

### Nyolcaddöntő
| 1. csapat        | Össz. | 2. csapat               | 1. mérk. | 2. mérk. |
| ---------------- | ----- | ----------------------- | -------- | -------- |
| Boldklubben 1909 | 2–5   | Wiener SC               | 0–3      | 2–2      |
| Real Madrid      | 12–2  | Jeunesse Esch           | 7–0      | 5–2      |
| Sparta Rotterdam | 4–41  | IFK Göteborg            | 3–1      | 1–3      |
| AC Milan         | 1–7   | CF Barcelona            | 0–2      | 1–5      |
| Young Boys       | 2–5   | Eintracht Frankfurt     | 1–4      | 1–1      |
| Crvena zvezda    | 1–4   | Wolverhampton Wanderers | 1–1      | 0–3      |
| Rangers          | 5–4   | Cervena Hviezda         | 4–3      | 1–1      |
| Fenerbahçe       | 3–32  | OGC Nice                | 2–1      | 1–2      |

1Mivel az összesített eredmény 4–4 lett, a szabályok értelmében 3. mérkőzés került kiírásra, amelyen a Sparta Rotterdam 3–1-es arányban diadalmaskodott.
2Mivel az összesített eredmény 3–3 lett, a szabályok értelmében 3. mérkőzés került kiírásra, amelyen az OGC Nice 5–1-es arányban diadalmaskodott.

#### 1. mérkőzések
| 1959. október 21. |

| Boldklubben 1909 | 0–3   | Wiener SC               |
| ---------------- | ----- | ----------------------- |
|                  | (0–0) | Knoll 62' 75' Horak 82' |

| Odense Stadion, Odense Nézőszám: 18 000 Játékvezető: Storoniak (POL) |

| 1959. október 21. |

| Real Madrid                                                  | 7–0   | Jeunesse Esch |
| ------------------------------------------------------------ | ----- | ------------- |
| Di Stéfano 25' Puskás 34' 62' 83' Herrera 43' 77' Mateos 53' | (3–0) |               |

| Santiago Bernabéu stadion, Madrid Nézőszám: 59 447 Játékvezető: Campanati (olasz) |

| 1959. október 25. |

| Sparta Rotterdam    | 3–1   | IFK Göteborg |
| ------------------- | ----- | ------------ |
| Daniels 23' 38' 48' | (2–0) | Jonsson 81'  |

| Het Kasteel, Rotterdam Nézőszám: 17 000 Játékvezető: Hansen (dán) |

| 1959. november 4. |

| AC Milan | 0–2   | CF Barcelona          |
| -------- | ----- | --------------------- |
|          | (0–2) | Vergés 12' Suárez 15' |

| Stadio Comunale di San Siro, Milánó Nézőszám: 54 000 Játékvezető: Lequesne (francia) |

| 1959. november 4. |

| Young Boys      | 1–4   | Eintracht Frankfurt                                            |
| --------------- | ----- | -------------------------------------------------------------- |
| Eugen Meier 23' | (1–1) | Weilbächer 4' Stein 72' Bäumler 76' (11-esből) Erich Meier 83' |

| Wankdorfstadion, Bern Nézőszám: 36 000 Játékvezető: Zariquiegui (spanyol) |

| 1959. november 11. |

| Crvena zvezda | 1–1   | Wolverhampton Wanderers |
| ------------- | ----- | ----------------------- |
| Kostić 37'    | (1–1) | Deeley 29'              |

| JNA Stadion, Belgrád Nézőszám: 40 000 Játékvezető: Ommerborn (NSZK) |

| 1959. november 11. |

| Rangers                                     | 4–3   | Cervena Hviezda              |
| ------------------------------------------- | ----- | ---------------------------- |
| McMillan 1' Scott 43' Wilson 73' Millar 90' | (2–2) | Scherer 16' 68' Dolinský 29' |

| Ibrox Park, Glasgow Nézőszám: 80 000 Játékvezető: Mellet (svájci) |

| 1959. november 19. |

| Fenerbahçe        | 2–1   | OGC Nice    |
| ----------------- | ----- | ----------- |
| Can 37' Şeref 80' | (1–1) | Milazzo 40' |

| Mithat Paşa Stadion, Isztambul Nézőszám: 29 656 Játékvezető: Korelus (csehszlovák) |

#### 2. mérkőzések
| 1959. november 4. |

| Wiener SC   | 2–2   | Boldklubben 1909     |
| ----------- | ----- | -------------------- |
| Hof 46' 55' | (0–1) | Bassett 40' Berg 52' |

| Práter stadion, Bécs Nézőszám: 9 000 Játékvezető: Kowal (lengyel) |

Továbbjutott a Wiener SC 5–2-es összesítéssel.
| 1959. november 4. |

| Jeunesse Esch        | 2–5   | Real Madrid                                        |
| -------------------- | ----- | -------------------------------------------------- |
| Theis 10' Schaak 15' | (2–5) | Vidal 13' Mateos 18' 31' Di Stéfano 25' Puskás 29' |

| Stade Municipal, Luxembourg Nézőszám: 20 000 Játékvezető: Orlandini (olasz) |

Továbbjutott a Real Madrid 12–2-es összesítéssel.
| 1959. november 5. |

| IFK Göteborg                                     | 3–1   | Sparta Rotterdam |
| ------------------------------------------------ | ----- | ---------------- |
| Ohlsson 38' Hellmér 56' (11-esből) Johansson 69' | (1–0) | Schilder 73'     |

| Gamla Ullevi, Göteborg Nézőszám: 6 881 Játékvezető: Helge (dán) |

Mivel az összesített eredmény 4–4 lett, a szabályok értelmében 3. mérkőzés került kiírásra.
| 1959. november 25. |

| CF Barcelona                                      | 5–1   | AC Milan     |
| ------------------------------------------------- | ----- | ------------ |
| Martínez 9' Kubala 32' 69' Segarra 19' Czibor 65' | (3–1) | Ferrario 38' |

| Camp Nou, Barcelona Nézőszám: 70 000 Játékvezető: Guigue (francia) |

Továbbjutott a CF Barcelona 7–1-es összesítéssel.
| 1959. november 25. |

| Eintracht Frankfurt    | 1–1   | Young Boys    |
| ---------------------- | ----- | ------------- |
| Bäumler 68' (11-esből) | (0–0) | Schneider 90' |

| Waldstadion, Frankfurt am Main Nézőszám: 35 000 Játékvezető: Pérez (spanyol) |

Továbbjutott az Eintracht Frankfurt 5–2-es összesítéssel.
| 1959. november 24. |

| Wolverhampton Wanderers | 3–0   | Crvena zvezda |
| ----------------------- | ----- | ------------- |
| Murray 8' Mason 85' 89' | (1–0) |               |

| Molineux, Wolverhampton Nézőszám: 55 519 Játékvezető: Asmussen (NSZK) |

Továbbjutott a Wolverhampton Wanderers 4–1-es összesítéssel.
| 1959. november 18. |

| Cervena Hviezda | 1–1   | Rangers   |
| --------------- | ----- | --------- |
| Tichý 89'       | (0–0) | Scott 69' |

| Tehelné pole, Pozsony Nézőszám: 60 000 Játékvezető: Gulde (svájci) |

Továbbjutott a Rangers 5–4-es összesítéssel.
| 1959. december 3. |

| OGC Nice            | 2–1   | Fenerbahçe |
| ------------------- | ----- | ---------- |
| Foix 62' Faivre 76' | (0–0) | Lefter 83' |

| Stade Municipal du Ray, Nizza Nézőszám: 15 824 Játékvezető: Macko (csehszlovák) |

Mivel az összesített eredmény 3–3 lett, a szabályok értelmében 3. mérkőzés került kiírásra.

#### 3. mérkőzések
| 1959. november 25. |

| Sparta Rotterdam                     | 3–1   | IFK Göteborg   |
| ------------------------------------ | ----- | -------------- |
| Bosselaar 3' Crossan 23' Daniels 65' | (2–1) | Berndtsson 35' |

| Weserstadion, Bréma Nézőszám: n.a. Játékvezető: Dusch (NSZK) |

Továbbjutott a Sparta Rotterdam.
| 1959. december 23. |

| OGC Nice                                            | 5–1   | Fenerbahçe |
| --------------------------------------------------- | ----- | ---------- |
| Foix 7' 63' Milazzo 17' Faivre 31' de Bourgoing 59' | (3–0) | Şeref 47'  |

| Stade des Charmilles, Genf Nézőszám: 9 166 Játékvezető: Wyssling (svájci) |

Továbbjutott az OGC Nice.

### Negyeddöntő
| 1. csapat           | Össz. | 2. csapat               | 1. mérk. | 2. mérk. |
| ------------------- | ----- | ----------------------- | -------- | -------- |
| OGC Nice            | 3–6   | Real Madrid             | 3–2      | 0–4      |
| CF Barcelona        | 9–2   | Wolverhampton Wanderers | 4–0      | 5–2      |
| Eintracht Frankfurt | 3–2   | Wiener SC               | 2–1      | 1–1      |
| Sparta Rotterdam    | 3–31  | Rangers                 | 2–3      | 1–0      |

1 Mivel az összesített eredmény 3–3 lett, a szabályok értelmében 3. mérkőzés került kiírásra, amelyen a Rangers 3–2-es arányban diadalmaskodott.

#### 1. mérkőzések
| 1960. február 4. |

| OGC Nice                         | 3–2   | Real Madrid          |
| -------------------------------- | ----- | -------------------- |
| Nurenberg 54' 72' 84' (11-esből) | (0–2) | Herrera 15' Rial 30' |

| Stade Municipal du Ray, Nizza Nézőszám: 21 422 Játékvezető: da Costa (portugál) |

| 1960. február 10. |

| CF Barcelona                              | 4–0   | Wolverhampton Wanderers |
| ----------------------------------------- | ----- | ----------------------- |
| Villaverde 8' 80' Kubala 16' Evaristo 65' | (2–0) |                         |

| Camp Nou, Barcelona Nézőszám: 80 000 Játékvezető: Versyp (belga) |

| 1960. március 3. |

| Eintracht Frankfurt   | 2–1   | Wiener SC   |
| --------------------- | ----- | ----------- |
| Lindner 15' Meier 60' | (1–0) | Skerlan 50' |

| Waldstadion, Frankfurt am Main Nézőszám: 40 000 Játékvezető: Guinnard (svájci) |

| 1960. március 9. |

| Sparta Rotterdam | 2–3   | Rangers                        |
| ---------------- | ----- | ------------------------------ |
| de Vries 41' 87' | (1–2) | Wilson 4' Baird 36' Murray 63' |

| Feijenoord Stadion, Rotterdam Nézőszám: 53 000 Játékvezető: Kelly (angol) |

#### 2. mérkőzések
| 1960. március 2. |

| Real Madrid                                     | 4–0   | OGC Nice |
| ----------------------------------------------- | ----- | -------- |
| Pepillo 21' Gento 40' Di Stéfano 45' Puskás 51' | (3–0) |          |

| Santiago Bernabéu, Madrid Nézőszám: 100 000 Játékvezető: Gouveia (portugál) |

Továbbjutott a Real Madrid 6–3-as összesítéssel.
| 1960. március 2. |

| Wolverhampton Wanderers | 2–5   | CF Barcelona                          |
| ----------------------- | ----- | ------------------------------------- |
| Murray 35' Mason 78'    | (1–2) | Kocsis 29' 44' 60' 74' Villaverde 85' |

| Molineux, Wolverhampton Nézőszám: 55 535 Játékvezető: van Nuffel (belga) |

Továbbjutott az CF Barcelona 9–2-es összesítéssel.
| 1960. március 16. |

| Wiener SC | 1–1   | Eintracht Frankfurt |
| --------- | ----- | ------------------- |
| Hof 31'   | (1–0) | Stein 59'           |

| Práter stadion, Bécs Nézőszám: 50 000 Játékvezető: Huber (svájci) |

Továbbjutott az Eintracht Frankfurt 3–2-es összesítéssel.
| 1960. március 16. |

| Rangers | 0–1   | Sparta Rotterdam |
| ------- | ----- | ---------------- |
|         | (0–0) | van Ede 82'      |

| Ibrox Park, Glasgow Nézőszám: 85 000 Játékvezető: Howley (angol) |

Mivel az összesített eredmény 3–3 lett, a szabályok értelmében 3. mérkőzés került kiírásra.

#### 3. mérkőzés
| 1960. március 30. |

| Rangers                                                 | 3–2 | Sparta Rotterdam                      |
| ------------------------------------------------------- | --- | ------------------------------------- |
| Verhoeven 28' (öngól) Baird 57' van der Lee 64' (öngól) | (–) | Verhoeven 6' Bosselaar 76' (11-esből) |

| Arsenal Stadion, London Nézőszám: 34 178 Játékvezető: Leafe (angol) |

Továbbjutott a Rangers.

### Elődöntő
| 1. csapat           | Össz. | 2. csapat    | 1. mérk. | 2. mérk. |
| ------------------- | ----- | ------------ | -------- | -------- |
| Eintracht Frankfurt | 12–4  | Rangers      | 6–1      | 6–3      |
| Real Madrid         | 6–2   | CF Barcelona | 3–1      | 3–1      |

#### 1. mérkőzések
| 1960. április 13. |

| Eintracht Frankfurt                                | 6–1   | Rangers               |
| -------------------------------------------------- | ----- | --------------------- |
| Stinka 29' Pfaff 51' 55' Lindner 73' 84' Stein 86' | (1–1) | Caldow 31' (11-esből) |

| Waldstadion, Frankfurt am Main Nézőszám: 72 000 Játékvezető: Liedberg (svéd) |

| 1960. április 21. |

| Real Madrid                   | 3–1   | CF Barcelona |
| ----------------------------- | ----- | ------------ |
| Di Stéfano 17' 84' Puskás 28' | (2–1) | Martínez 37' |

| Santiago Bernabéu, Madrid Nézőszám: 120 000 Játékvezető: Leafe (angol) |

#### 2. mérkőzések
| 1960. május 5. |

| Rangers                     | 3–6   | Eintracht Frankfurt                              |
| --------------------------- | ----- | ------------------------------------------------ |
| McMillan 10' 54' Wilson 74' | (1–3) | Lindner 6' Pfaff 20' 88' Kress 28' Meier 58' 71' |

| Ibrox Park, Glasgow Nézőszám: 70 000 Játékvezető: Lööw (svéd) |

Továbbjutott a Eintracht Frankfurt 12–4-es összesítéssel.
| 1960. április 27. |

| CF Barcelona | 1–3   | Real Madrid              |
| ------------ | ----- | ------------------------ |
| Kocsis 89'   | (0–1) | Puskás 25' 75' Gento 68' |

| Camp Nou, Barcelona Nézőszám: 80 000 Játékvezető: Ellis (angol) |

Továbbjutott a Real Madrid 6–2-es összesítéssel.

### Döntő
| 1960. május 13. |

| Real Madrid                                   | 7–3   | Eintracht Frankfurt     |
| --------------------------------------------- | ----- | ----------------------- |
| Di Stéfano 27' 30' 73' Puskás 46' 56' 60' 71' | (2–1) | Kress 18' Stein 72' 75' |

| Hampden Park, Glasgow Nézőszám: 135 000 Játékvezető: Mowat (skót) |

| Az 1959–60-as bajnokcsapatok Európa-kupájának győztese |
| Real Madrid 5. cím                                     |
| ← 1958–59 Real Madrid                                  |
| Benfica 1960–61 →                                      |

## Lásd még
- 1958–1960-as vásárvárosok kupája